# Daniel James Jr.

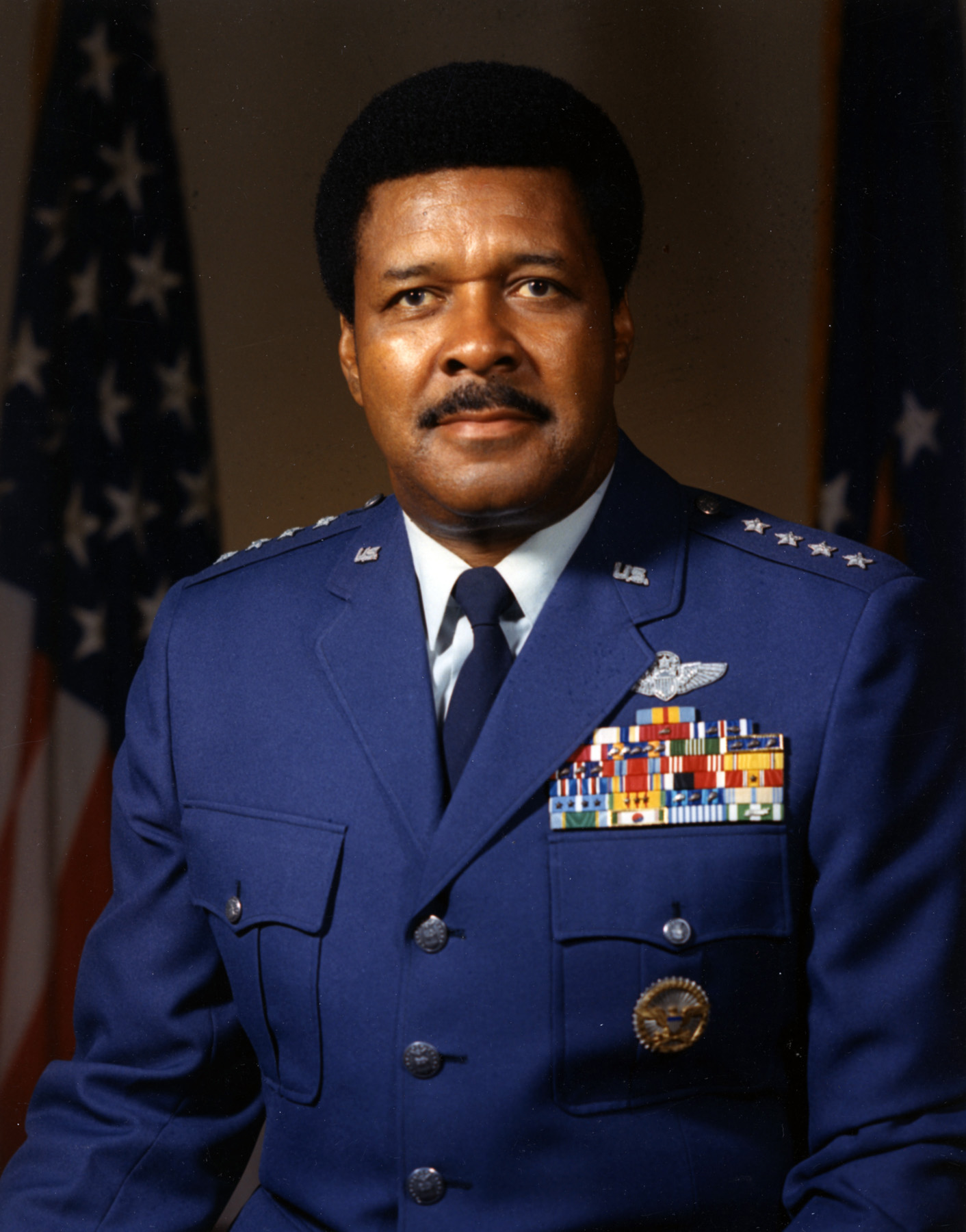
Daniel James, Jr.

Daniel "Chappie" James Jr. (* 11. Februar 1920 in Pensacola, Florida; † 25. Februar 1978) war ein General der amerikanischen Luftwaffe. Er war der erste Afro-Amerikaner, der den Rang eines Vier-Sterne-Generals in den Streitkräften der Vereinigten Staaten erreichte.

## Leben
Nachdem Daniel James Jr. 1937 die High School in seiner Heimatstadt Pensacola abgeschlossen hatte, besuchte er das Tuskegee Institute, wo er einen Grad als Bachelor in Science 1942 erwarb und eine Ausbildung zum Piloten für Zivilflugzeuge abschloss. Hieran anschließend wurde er Ausbilder für Piloten am Kadettenprogramm des Tuskegee-Instituts. Im Januar 1943 wurde er selbst Kadett an dem Institut und schloss das Programm im Juli 1943 im Rang eines Second Lieutenant der Tuskegee Airmen ab. Es folgte eine Ausbildung zum Kampfbomberpiloten.
James diente dann in verschiedenen Einheiten. 1949 wurde er auf die Philippinen versetzt und dann 1950 nach Korea versetzt. Während des Koreakrieges führte er 101 Kampfeinsätze durch. 1951 kehrte er in die USA zurück. 1953 wurde er Kommandeur einer Staffel, der 437th Fighter-Interceptor Squadron. Er übernahm 1955 das Kommando der 60th Fighter-Interceptor Squadron. Im Juni 1957 schloss er eine Ausbildung am Air Command and Staff College ab.
Er wurde dann in das Hauptquartier der U.S. Air Force abkommandiert und im Sommer 1960 nach Bentwater in England zu einem Standort der Royal Air Force abkommandiert. 1964 wurde er zur Davis-Monthan Air Force Base in Arizona versetzt. Im Dezember 1966 wurde James während des Vietnamkrieges nach Thailand befohlen. Hier auf der Ubon Royal Thai Air Force Base wurde er 1967 zum stellvertretenden Geschwaderkommandanten ernannt. Er flog in dieser Zeit 78 Kampfeinsätze. In einem dieser Einsätze wurden sieben gegnerische MiG-21 vernichtet, was die größte Anzahl bei einem Einsatz während des Krieges war.
Im Dezember 1967 wurde er zur Eglin Air Force Base in Florida versetzt und im August 1969 als Geschwaderkommandeur zur Wheelus Air Base in Libyen versetzt. Von März 1970 bis 1974 war er im US-Verteidigungsministerium tätig. Am 1. September 1974 wurde er zum stellvertretenden Kommandeur des Military Airlift Command ernannt.
Am 1. September 1975 wurde er zum Vier-Sterne-General und Oberbefehlshaber der strategischen Abwehr für den Luftraum der Vereinigten Staaten und Kanada (North American Aerospace Defense Command) ernannt.

## Ehrungen
Daniel James jr. wurde in die National Aviation Hall of Fame aufgenommen.